# گل‌خوار

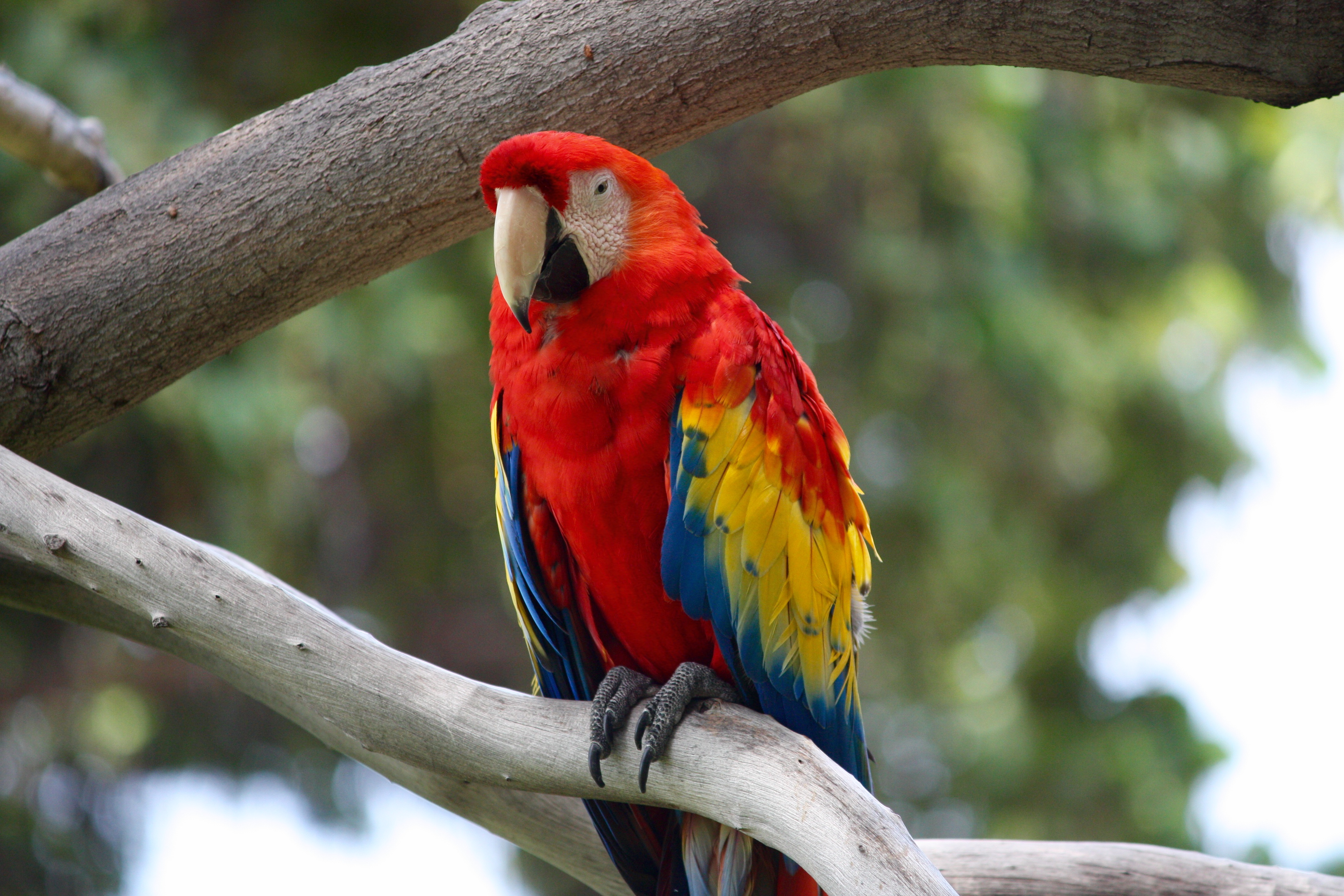
طوطی: بسیاری از آنها گل‌خوار هستند، اما برخی از آنها همه‌چیزخوار هستند.

در جانورشناسی، یک گُل‌خوار (به لاتین: Florivore)، جانور برگ‌خواری است که عمدتاً از محصول گل می‌خورد. گُل‌خواران انواعی از گیاه‌خواران هستند (اغلب به عنوان گیاه‌خواران گل شناخته می‌شوند)، اما در رفتار تغذیه‌ای گُل‌خوار، طیف وسیعی از رفتارهای تغذیه‌ای ویژه دارد، از جمله، اما نه محدود به:
- دانه‌خوار: خوردن غلات و دانه‌ها
- شهدخوار: خوردن شهد گل
- گرده‌خوار: خوردن گرده گل
- میوه‌خوار: خوردن میوه

## رژیم غذایی
رژیم غذایی یک گُل‌خوار شامل مواد غذایی حجیم از جمله موارد ذکر شده در بالا و همچنین پوست درخت، ریشه و موارد مشابه است. بسیاری از گُل‌خواران نیز همه‌چیزخوار هستند، به این معنی که به عنوان مثال، رژیم غذایی آن‌ها می‌تواند توسط حشرات کوچک مختلف تکمیل شود.